# Георгијевска лента
Георгијевска лента (рус. Георгиевская лента) је широко прихваћени војни симбол у Русији. Лента садржи црни и наранџасти двобојни образац, са три црне и двије наранџасте пруге. Дио је многих високих војних одликовања које је додјељивала Руска Империја и Совјетски Савез, а додјељује и данашња Руска Федерација.
Током совјетског времена, лента није имала јавни значај. Симбол је оживио у савременој Русији 2005. године као одговор на Наранџасту револуцију у Украјини. Исте године, руски државни медији су заједно са омладинским организацијама покренули кампању уочи одржавања прославе побједе у Другом свјетском рату.
У Русији, Георгијевску ленту користе и цивили као патриотски симбол и као јавни симбол подршке руској влади, посебно током 2014. године. У Украјини и балтички државама (Естонија, Летонија и Литванија), лента је широко схваћена као симбол руског национализма и сепаратистичких осјећања.

## Историја
Георгијевска лента се први пут појавила као део Ордена Светог Ђорђа, установљеног у Русији 1769. године. Ради се о највишем војном ордену царске Русије, који је обновљен 1998. године на основу председничког указа Бориса Јељцина. Иако Орден Светог Ђорђа углавном није био колективно одликовање, трака је понекад додељивана пуковима или другим јединицама за њихове изузетне заслуге у рату и представљала је саставни део ратних обележја тих јединица, као што су заставе или стегови. Такође, поједини истакнути официри, иако нису били одликовани Орденом Светог Ђорђа, као знак признања добијали су парадне мачеве украшене Георгијевском лентом..
Године 1806. Георгијевске заставе су додељене као ратне ознаке заслужним гардијским пуковима војске царске Русије. Копље на којима се су налазиле те заставе имало је на врху Крст Светог Ђорђа, украшен Георгијевском траком широком 4,5 сантиметра. Георгијевска застава је представљала највишу колективну војну награду у војсци царске Русије све до Октобарске револуције 1917. године. Вреди поменути да је у царској Русији Георгијевска застава била са жутим и црним тракама, за разлику од наранџасто-црне верзије из совјетског периода.